# 殺戮の天使
『殺戮の天使』（さつりくのてんし）/さつてんは、星屑KRNKRN（真田まこと）による日本の探索型ホラーゲームである。

## 開発
連載型ゲーム配信サイト「電ファミニコゲームマガジン」で2015年8月から2016年2月まで連載された。
星屑KRNKRNは、前作『霧雨が降る森』の開発を休止している間に、少女が殺人鬼のいるビルの階段をのぼり続ける状況を構想し、そこから物語を発展させていった。
本作は演劇を意識した演出が多数用いられており、一例としてプレイヤーを注目させたいものにスポットライトで薄く光を当て、場面に合わせて光の形を変えていくことや、キャラクターが移動しながらセリフをしゃべるといったことがあげられる。
本作のNintendo Switch版はアクティブゲーミングメディアが運営するPLAYISMから発売された。
Nintendo Switch版はフリーゲーム版からほとんど変更をしない予定であり、スマートフォン版の特典画像を収録する予定である。

## 反響
前作『霧雨が降る森』からのファンに加え、本作はその独特な設定から新たなファンの獲得に成功し、さらにゲーム実況を通じてパソコンを持っていない層にまで広まった。ゲームマガジンの運営元であるバカー代表の斉藤大地は、4Gamer.netとのインタビューの中で、10代の女性を中心に人気が高いと述べている。

## 登場人物
「声」はテレビアニメ版の担当声優を表す。
レイチェル・ガードナー（Rachel Gardner） / レイ（Ray）
声 - 千菅春香
本作の主人公。13歳。金髪碧眼の容姿。服装はボーダーのインナーに襟なしの上着を羽織り、ショートパンツとブーツを着用している。頭が良く冷静沈着な印象だが、どこか人間の感情を失っている少女。武器は拳銃。
過去の記憶を失い目覚めるが、B5フロアのある出来事を切っ掛けに「死にたい＝殺されたい」と願うようになる。ザックに頭の良さを見込まれ、ザックに「殺してもらう」ことを条件に行動を共にする。「神様」がいると信じており、「神様」の言うことは絶対であると思っている(本人曰く、自殺は「神様」に止められているためできないとのこと)。最初はザックのことを自分を殺してくれる存在としか認識してなかったが、共に過ごす内に彼に執心していく。
その正体はB1の殺人鬼。アル中の父親と精神疾患の母親の喧嘩を毎日見てきたため、精神が壊れてしまった。そのため、外で見つけた今にも死にそうな子犬を殺し、傷を縫い合わせ自分のものにしようとするなどの奇行が目立つようになる。ある日、喧嘩の末に母親を殺してしまった父親を、母親が隠していた拳銃で射殺。そして「理想の家族」を作るために二人の死体を縫い合わせる。その後、警察に保護され保護施設へ。そこでも小動物を人知れず殺すなどの行為を行っていた（本人は大好きだから殺して自分の物にしたとのこと）。そしてカウンセリングでダニーと出会い、ビルの住人として連れてこられるが、とある老女が遺した聖書で自分の罪を悟る。 結果、心が耐えられず、自ら記憶を改竄したため 記憶喪失になっていた。
終盤にて記憶が全て戻り、ザックに自身の過去を知られたためにザックを殺して自身の物にしようとする(自分を偽っていたため、嘘が嫌いなザックが自分から離れてしまうと考えた)も、ザックに説得され、正気に戻る。しかし、ビルから脱出寸前のところでダニーに撃たれ、瀕死の重症を負う。その後は一命をとりとめ、保護施設に送られるもザックが逮捕され、更に死刑宣告を受けたと知ったために死にたいという願いが潰え、絶望するが、刑務所から脱走してきたザックと再会し、共に施設から脱走する。その後の生死は不明。小説版での警察の調書によるとその後の二人の行方は依然不明であり、捜索は続いているが、未だに発見されていないと記されている。
余談だが、レイチェルは13歳にしてかなりの美少女らしい。アニメで見ると顔立ちや髪色は母親似のため、
母親もかなりの美人であったのではないかと推測される。
アイザック・フォスター（Isaac Foster） / ザック（Zack）
声 - 岡本信彦、西谷亮（幼少）
演 - 前田剛史（ニコニコ超会議）
ビルの最下層、フロアB6を担当する殺人鬼の青年。20歳前後ともいわれているが年齢不明（B4にて発見された履歴書に20歳と表記されている）。体の火傷を隠すために全身に包帯を巻いており、返り血の付いた灰色のフードパーカーと赤いズボンと黒いブーツを着用している。火傷の後遺症でオッドアイである。武器は巨大な鎌。ビルに来る以前はナイフを使用していた。
性格は短気で粗暴であり、なおかつ単純である。自分ではまともな成人男性と自称する一方、幸せそうな笑顔を浮かべる相手を殺したいという欲求があり、相手が怯える様子に興奮した末に斬り殺す傾向がある（これらの動機は幼少期の経歴が関係している）。ただし、笑顔や生気の無い人間は殺す気が起きないらしく、本人なりに殺人概念がある模様。また、自分が狂っていること自体も理解しており、人にしては高すぎる生命力を持つことも含め自分自身を「化物」と称している。
幼少時には違法な孤児院に預けられていた。嘘が嫌いで、つかれるのもつくのも嫌う。また、道具扱いされたり、命令されることも極端に嫌う。難しい理屈や言語などは理解出来ない。
しかし妙な雑学や語彙は豊富であり、「ていちょー(丁重)」やピッキングなどの知識はある。
最初はレイを殺害しようと追いかけるが、レイの瞳を見て幸せそうな表情を浮かべたダニーを背後から襲ったことで、ビルのルールを破り、裏切り者として自身も生贄とされた。その後はビルから脱出するためにレイの頭脳が必要と考え、彼女を殺す代わりに脱出するために手を貸してもらうという約束を結ぶ。
幼少の頃、母親の連れの男に火をつけられたが、上半身に火傷を負って生き残り、やがて違法の孤児院に預けられ、捨てられる。劣悪すぎる環境に置かれ、空腹のあまりにゴミを漁ったりしていた。その後は自身と同じ孤児の死体処理などを命令される（上述の命令されたり、道具扱いされることを嫌うのはこの為）。心身追い詰められる中で、ある時殺人鬼の出る映画を見たことで相手を殺せばいいと考え、経営者夫妻を惨殺して逃亡した。また、この生い立ちのために火に対してトラウマがある。子供として過ごす時間がなかったため、字も読めない有り様だが、彼の部屋には練習しようとした痕跡が残っている。
レイと過ごす内に殺すことしか知らなかった彼にも次第に別の感情が現れるようになる。終盤でレイの過去を知り、彼女に殺されかけるも説得して正気に戻すことに成功する。しかし、ビルを脱出直前にダニーにレイを銃撃され、瀕死の彼女を連れてなんとかビルから脱出するもその場に駆けつけた警察に包囲され、レイの身の安全のために自ら出頭する。これにより死刑判決を降されるも刑務所から脱走しレイと再会、共に保護施設から脱走する。その後の生死は不明。ダニーやビルの他の殺人鬼達とは面識があるらしく、時々会ったりしていた模様。
小説版では殺人鬼になった経緯が詳細に明かされており、施設の夫婦を殺し、脱走した後にある盲目の老人と出会い、一時的に保護される。その後は老人と共に暮らすも自身の中に沸き上がる謎の衝動から度々人を殺し始めていたが、老人と過ごす内に少しずつ心に平穏が訪れかけていた。しかし、買い物に出掛けた老人がチンピラのカップルに殺され、カップルが楽しそうに老人を殺したことを話している場面を目撃し、彼らを殺害する。その直後に自分の中にある衝動が笑顔を浮かべる人間を殺したいという衝動だと自覚し、殺人鬼として目覚める。作中でレイがザックの部屋で見つけるナイフは元々老人の物であり、カップルの殺害後もずっと所持していたことから思い入れがあった模様。
本編の前日譚である『殺戮の天使 Episode.0』では連続殺人事件を繰り返している最中にグレゴリーを標的に定め殺害するも、それがきっかけでグレイに存在を感知され、上述の老人の家に潜んでいた所を発見され、ザックの人柄を掴みかねたグレイの勧誘を受けてビルを訪れ、グレゴリーが担当していたB6担当の「天使」候補となる。
また、武器である大鎌はグレイから授かったものである。
ダニエル・ディケンズ（Daniel Dickens） / ダニー（Danny）
声 - 櫻井孝宏
ビルのフロアB5を担当している。レイの主治医を自称する白衣の男性。温厚に見えるが、レイの目に対して異様に執着している。生まれつき右目がないため、周囲から疎外され続けた過去があり、それについて母親は心を病んだ末に自殺。その死体を見た時、母の空虚を纏ったなにも映さない孤独な眼に魅力を感じ、愛情を受けられなかった故に孤独な目に愛を注ぎ続けることでそれを求めた。もっと沢山の美しい目を見たいがために、死んだ目の患者が自然に集まるカウンセラーになった。レイの目が、今まで出会った目の中で一番美しいらしい。重傷を負ってもなお、出口付近まで追いかけてくる執念の持ち主で、異常なほどに生命力が高い。
本編の前日譚である『殺戮の天使 Episode.0』では精神科医を務めながらも前述のように病んだ患者の瞳を収集していたが、満たされぬ日々を送る中で刑務所に診察に訪れた際に看守であるキャシーと出会い、囚人の反応からキャシーが自身と同じ殺人鬼だと直感する。その後も診察する中でとある囚人と出会い、囚人が信奉する人物であるグレイと邂逅する。そこでグレイから思想と天使を生み出す実験や計画を知り共感したことで、グレイの勧誘を承諾する。
ゲーム内で口にした「僕の瞳はアレキサンドライト」という言葉は多くのプレイヤーの印象に残り、一部ではダニーの代名詞となっている。
エドワード・メイソン（Edward Mason） / エディ（Eddie）
声 - 藤原夏海
ビルのフロアB4を担当している。カボチャのような覆面で頭を覆った少年。墓を作ることが好き。レイに思いを寄せており、レイのために墓を作ってレイとザックを待っていた。つなぎに赤いマフラーをしており、シャベルを抱えている。ビルで死んだ人間たちの墓を日々作っている。レイに一目惚れしており、大好きなレイのことを「殺したい」と願う。レイの墓を作り二人を待ち受ける。ザックに対して嫉妬している。
元々は代々続く墓地管理者一家の四兄弟の三男である。仕事と家族で飼っている生き物が好きだが、その裏では長兄から日々虐待を受けていた。家のしきたりの為に私物は次兄のお下がりしかもらえず、新品は必ず長兄の物である事に不満があった。その為に自分の作った墓に入れることでそれが自分のものになると考え、生き物の死を待ちわびるようになるものの、長兄が殺した小鳥を埋葬している際に所詮これも「おさがり」だと感じるようになる。両親と長兄に募らせる不満と連日の虐待の末に思想と価値観がひどく歪んでしまった為に、自分のものにするためという理由で、家で飼っていた全ての動物を殺してしまう。
仲が良かった少女がいたが、少女は姿を見せるだけで里親から凄惨な虐待を受ける為に衰弱し、心が壊れる寸前になっていた。少女を里親から解放したいという思いと、自分のものにするという独占欲で少女を殺し、立派なお墓を作って埋葬した。
本編の前日譚である『殺戮の天使 Episode.0』では墓守をしている際に墓荒らしを発見し、グレイの依頼で墓荒らしの犯人を探していたシンを襲撃するも、シンのアトリエを見たことで疑いを晴らし、シン、ダニー、キャシー、グレイと共に墓荒らしを嬲り殺しにする。その後はB4担当の「天使」候補となった。
キャサリン・ワード（Catherine Ward） / キャシー（Cathy）
声 - 伊瀬茉莉也
ビルのフロアB3を担当している。自らを「断罪人」を自称する女看守。陽気なサディストで、生贄にされた者に様々な拷問を行っている。髪型は金髪にピンクのグラデーションが掛かったボブヘアーで、ミニスカートの制服を着用している。武器はリモコン機能の付いている鞭。ザックのことを「理想の罪人」として見ており、陽気にしゃべりながら、冷たく残虐な懲罰を仕掛けてくる。リンチを行ううちにザックとレイが“危うい約束”を交わしていると気づき、その誓いの“もろさ”を暴きたてようとする。小説版では箱入り娘のお嬢様だった時代から、家族に起きた忌まわしい出来事で没落した時代、そして刑務所の看守として勤務した時代まで、罪人に裁きを与えることを続けていた。
エイブラハム・グレイ（Abraham Gray） / グレイ（Gray）
声 - 大塚芳忠
フロアB2の大聖堂の奥に佇んでいる初老の男。レイに不信感を抱いている。ビル全体について知っているかのような言動を行い、その言葉はいつも謎めいている。自らを神父と名乗る通り、神父服を身につけ、身体からは甘い香りがただよっている。彼に近づくと不可思議な出来事が起きる。ゲーム本編では長らくフルネーム（そもそも本当の名前なのか自体が真偽不明だった）が分からなかったが、番外編である『殺戮の天使 Episode.0』では、まだビルに居つく前のダニーに対し、「エイブラハム・グレイ」と名乗っていた。
本編の前日譚である『殺戮の天使 Episode.0』では、ビルでの実験を行うまでの経緯や生い立ちが描かれ、幼少期は宗教団体で育ち、そこでの経験から信仰や神や天使という存在がどいうものかを思考するようになり、自身の考える「天使」の素養を持つダニー、キャシー、エディ、シン、グレゴリーといった殺人鬼達を集め、真の天使とは何かを試す「実験」を行っていたが、中々に自身が思う答えを見つけられずにいた中でグレゴリーを殺害したザックと出会い、ザックをビルへと導く。
シン
「Episode.0」に登場する元B4担当の殺人鬼(エディとの兼業)。右目の下と左目の上にタトゥーを入れている。普段は職人という立場も含め、紳士的な態度をとることもあるが、家具製作や芸術談義の際には猛烈にテンションが高くなる癖がある。また、後述の通りあくまでも人体を素晴らしい素材として尊重している節があるので、死体を粗末に扱う者に対しては激しい嫌悪感を抱く。
元々は双子で街の路地裏でひっそりと家具屋を開業していた。表向きは普通の家具屋だが、裏では人体のパーツを素材として用いた家具を制作している。ただし、この行為に人体や死者・死体を冒涜する意図は微塵もなく、むしろ「生前の有様を素材として生かす」という美学に基づいており、生前の人となりを反映させた芸術作品に仕上げている。双子はそれぞれ、右目の下と左目の上にタトゥーを入れている。右目側にタトゥーを入れているほうが設計を、左目側にタトゥーを入れている方が組み立てを担当しているが、どちらが兄でどちらが弟なのかは作中では説明されていない。
　ある日、ダニー、キャシーと出会い、ダニーによって勧誘されグレイの下へと導かれる。シンもグレイの下に仕えたいという気は最初からあったようだが、グレイからは「不完全」「二人はいらぬ」「互いに強く依存している、それをどうにかできた者のみを認める」と拒否されてしまう。双子はこれまで「二人でうまくやってきた」「足りないものは補ってきた」「一緒に作品を作っている」ということに疑いを持っていなかったが、グレイの言葉により初めて違和感を覚えた模様で、さらにダニーやキャシーの挑発に近い問いかけにより、二人の間に亀裂が生まれる。そして、ある晩にシンは双子の片割れを殺害。両方の目にタトゥーを入れ「完成した一人になった」と、改めてグレイの下に加わった。グレイの下に加わったシンは、本編で舞台となった「実験場」の内装設計や家具作りなどに励んだ。その際に、当初グレイの教団関係者の墓守をしていたエディに自身の設計図を見られたことで、墓荒らしと勘違いされ一時エディと対立するが、後は無事に墓荒らしの疑惑を晴らし、「死者を（彼らなりに）尊重する」という倫理観が一致し、意気投合した。実験場が完成した後には、シンは実験場のB4フロアを割り当てられ、エディと共に実験対象の死体の処理も担当していた。しかし、ある時、作業中に己の指を切断し、切り落とされた自らの指を見て創作欲求に駆られ、自分の身体のパーツを用いての家具製作を決行し、自らの身体を破壊・再構築し、生涯最後の作品を仕上げると共に絶命した。その後、シンが生み出した人体家具たちは、B4フロアの担当を引き継いだエディにより埋葬された。

## 関連書籍
いずれも原作は星屑KRNKRN（真田まこと）。2021年5月時点でシリーズ累計部数は260万部を突破している。

### 漫画
殺戮の天使
KADOKAWAの『月刊コミックジーン』で2015年11月号から2020年10月号まで連載された。単行本はレーベル「MFC ジーンシリーズ」から発売されている。全12巻。作画は名束くだん。
| 巻数 | 発売日             | ISBN              |
| ---- | ------------------ | ----------------- |
| 1    | 2016年1月27日[9]   | 978-4-04-067893-1 |
| 2    | 2016年6月27日[10]  | 978-4-04-068284-6 |
| 3    | 2016年12月26日[11] | 978-4-04-068809-1 |
| 4    | 2017年2月27日[12]  | 978-4-04-069033-9 |
| 5    | 2017年7月27日[13]  | 978-4-04-069244-9 |
| 6    | 2017年12月27日[14] | 978-4-04-069571-6 |
| 7    | 2018年4月27日[15]  | 978-4-04-069840-3 |
| 8    | 2018年9月27日[16]  | 978-4-04-065123-1 |
| 9    | 2019年3月27日[17]  | 978-4-04-065590-1 |
| 10   | 2019年9月27日[18]  | 978-4-04-064043-3 |
| 11   | 2020年3月27日[19]  | 978-4-04-064496-7 |
| 12   | 2020年10月27日[20] | 978-4-04-064976-4 |
殺戮の天使 Episode.0
KADOKAWAの『ジーンピクシブ』で2017年3月3日から2023年3月31日まで連載された。単行本はレーベル「MFC ジーンピクシブシリーズ」から発売されている。全7巻。作画は名束くだん。
| 巻数 | 発売日             | ISBN              |
| ---- | ------------------ | ----------------- |
| 1    | 2017年7月27日[21]  | 978-4-04-069245-6 |
| 2    | 2018年2月26日[22]  | 978-4-04-069710-9 |
| 3    | 2019年3月28日[23]  | 978-4-04-065591-8 |
| 4    | 2021年5月27日[24]  | 978-4-04-064353-3 |
| 5    | 2021年12月27日[25] | 978-4-04-680883-7 |
| 6    | 2022年9月26日[26]  | 978-4-04-681448-7 |
| 7    | 2023年4月27日[27]  | 978-4-04-682157-7 |
さつてん！
ゲームマガジンの電ファミニコゲームマガジン マンガ劇場では2015年9月8日、KADOKAWAの『月刊コミックジーン』では2016年5月号から2021年4月号まで連載された。単行本はレーベル「MFC ジーンシリーズ」から発売されている。全5巻。作画はnegiyan。
| 巻数 | 発売日            | ISBN              |
| ---- | ----------------- | ----------------- |
| 1    | 2017年2月27日[28] | 978-4-04-068813-8 |
| 2    | 2018年1月27日[29] | 978-4-04-069621-8 |
| 3    | 2019年2月27日[30] | 978-4-04-065464-5 |
| 4    | 2020年4月27日[31] | 978-4-04-064689-3 |
| 5    | 2021年3月27日[32] | 978-4-04-065464-5 |

### 小説
KADOKAWAのレーベル「エンターブレイン」から発売されている。全3巻。著書は木爾チレン、イラストはnegiyan。
| 巻数 | タイトル                            | 発売日            | ISBN              |
| ---- | ----------------------------------- | ----------------- | ----------------- |
| 1    | 殺戮の天使 UNTIL DEATH DO THEM PART | 2016年7月30日[33] | 978-4-04-734115-9 |
| 2    | 殺戮の天使 2 BLESSING IN DISGUISE   | 2017年4月28日[34] | 978-4-04-734437-2 |
| 3    | 殺戮の天使 3 ONCE IN A BLUE MOON    | 2018年4月27日[35] | 978-4-04-734930-8 |

### その他の関連書籍
殺戮の天使 公式ファンブック
KADOKAWAのレーベル「エンターブレイン」から2016年8月31日に発売された。ISBN 978-4-04-726246-1。
殺戮の天使 アートギャラリー
KADOKAWAから2018年6月27日に発売された。ISBN 978-4-04-069982-0。

## テレビアニメ
全16話構成で、第12話までが2018年7月から9月にかけてAT-X・TOKYO MXほかにて放送された。第13話以降は2018年12月30-31日にAT-Xにて4話連続放送およびAmazonプライム・ビデオほかにて配信された。

### スタッフ
- 原作 - 真田まこと（ゲームマガジン）[5]
- 監督 - 鈴木健太郎[5]
- シリーズ構成・脚本 - 藤岡美暢[5]
- キャラクターデザイン - 松元美季[5]
- 美術監督 - 魏斯曼
- 美術設定 - 山本恵
- 色彩設計 - 田辺春奈[5]
- 撮影監督 - 高橋昭裕[5]
- 編集 - 近藤勇二[5]
- 音響監督 - 岩浪美和[5]
- 音楽 - 坂本英城[5]
- 音楽制作 - ランティス[5]
- 音楽プロデューサー - 佐藤純之介
- プロデューサー - 石上丈太郎、佐藤譲、金庭こず恵、阿部倫久、田中翔太、尾形光広、吉江輝成、磯谷徳知、川島誠一、岡田豊、茂永友彦
- アニメーションプロデューサー - 岡田耕二
- アニメーション制作 - J.C.STAFF[5]
- 製作 - 「殺戮の天使」製作委員会[5]

### 主題歌
「Vital」
遠藤正明によるオープニングテーマ。作詞・作曲・編曲はじん。
「Pray」
レイチェル（千菅春香）によるエンディングテーマ。作詞・作曲はDECO*27、編曲はyuxuki waga (fhána)。

### 各話リスト
サブタイトルは登場人物の台詞を英語に翻訳したもの。
| 話数   | サブタイトル                          | 絵コンテ            | 演出                | 作画監督 | 総作画監督               |
| ------ | ------------------------------------- | ------------------- | ------------------- | --- | ------------------------ |
| 第1話  | Kill me... please.                    | 鈴木健太郎          | 篠原正寛            | 松元美季 藤井昌宏 村上雄 廣田茜 田村皐 趙暁昕 アラタハヤト                                                    | 松元美季                 |
| 第2話  | Your grave is not here.               | 鈴木健太郎          | 千葉孝幸            | 千葉孝幸 吉田肇 小川浩司 坪田慎太郎 飯泉俊臣 二宮奈那子 松元美季                                              | 松元美季                 |
| 第3話  | I swear to God.                       | 広尾進              | 清水一伸            | 青木健一郎 村上雄 杉田葉子 舘崎大 趙暁昕 前原薫 水澤智可 室山祥子                                             | 藤井昌宏                 |
| 第4話  | A sinner has no right of choice.      | 鈴木健太郎          | 森田侑希            | 佐藤嵩光 廣田茜 迫由里香 長崎千穂 二宮奈那子 田村皐 泉美紗子 中熊太一                                         | 松元美季 佐藤嵩光        |
| 第5話  | Don't let me kill you just yet.       | 鈴木行              | 小野田雄亮          | 趙暁昕 三橋桜子 前原薫 森悦史 鶴元慎子 迫由里香 廣田茜 田村皐 中山由美 林あすか 三沢聖也                      | 松元美季 村上雄 佐藤嵩光 |
| 第6話  | Zack is the only one who can kill me. | 梶井瀬賀            | 田中瑛 羽多野浩平   | 廣田茜 中山由美 村上雄 亀山朋子 青木健一郎 長崎千穂 迫由里香 鶴元慎子 田村皐 鶴元慎子 栗原芙姫                | 松元美季 廣田茜          |
| 第7話  | Who are you?                          | 羽多野浩平          | 原田奈奈 吉田りさこ | 中山由美 亀山朋子 廣田茜 鶴元慎子 田村皐 馬場一樹 室山祥子 趙暁昕 河野眞也 船越麻友美 三沢聖也 前原薫         | 村上雄 佐藤嵩光 松元美季 |
| 第8話  | Yeah..., I 'm a monster.              | 吉田徹              | 粟井重紀 小野田雄亮 | 田村皐 泉美紗子 加藤愛 金正男 中熊太一 植竹康彦 中林蘭子 長崎千穂 迫由里香                                    | 松元美季 廣田茜          |
| 第9話  | There is no God in this World.        | 川島宏              | 川島宏 村田尚樹     | 三橋桜子 小川浩司 亀山朋子 前原薫 鈴木彩乃 鶴元慎子 舘崎大 二宮奈那子 河原久美子 小松沙奈                     | 村上雄 佐藤嵩光 松元美季 |
| 第10話 | The witch trial shall start.          | 鈴木健太郎          | 田中瑛 羽田野浩平   | 亀山朋子 廣田茜 迫由里香 長﨑千穂 中山由美 林央剛 三沢聖也 田村皐 青木健一郎 村上雄 佐藤嵩光 松元美季         | 村上雄 佐藤嵩光 松元美季 |
| 第11話 | 'cause you are my God, Zack.          | 頂真司              | 山下正弘            | 村上雄 佐藤嵩光 亀山朋子 前原薫 室山祥子 鶴元慎子 河野眞也 二宮奈那子                                         | -                        |
| 第12話 | Try to know everything about Her.     | 吉田徹 中原れい     | 清水一伸            | 三沢聖也 舘崎大 金正男 加藤愛 植竹康彦 中熊太一 泉美紗子 中林蘭子 亀山朋子 長崎千穂 迫由里香                  | 村上雄 佐藤嵩光 松元美季 |
| 第13話 | I'm not Your God.                     | 田所修 羽多野浩平   | 原田奈奈 粟井重紀   | 村上雄 亀山朋子 長崎千穂 迫由里香 鈴木彩乃 佐藤麻里那 前原薫 河原久美子 鶴元慎子 二宮奈那子 谷口元浩          | 廣田茜 松元美季          |
| 第14話 | Swear you will be killed by me.       | 名村英敏 羽多野浩平 | 川島宏 小野田雄亮   | 村上雄 亀山朋子 長崎千穂 迫由里香 三沢聖也 櫻井司 林あすか 舘崎大 鈴木彩乃 鳥山冬美 松下清志 錦織成           | 松元美季 村上雄 廣田茜   |
| 第15話 | A vow cannot be stolen.               | 鈴木健太郎          | 羽多野浩平 村田尚樹 | 亀山朋子 迫由里香 二宮奈那子 永井里奈 中熊太一 舘崎大 河原久美子 室山祥子 三沢聖也 鶴元慎子 佐藤麻里那 前原薫 | 松元美季 村上雄 廣田茜   |
| 第16話 | Stop crying and smile.                | 羽多野浩平 吉田徹   | 鈴木健太郎 清水一伸 | 村上雄 伊藤葉子 亀山朋子 廣田茜 迫由里香 舘崎大 鳥山冬美 松下清志                                             | 松元美季                 |

### 放送局
| 放送期間                | 放送時間                     | 放送局      | 対象地域 | 備考                                 |
| ----------------------- | ---------------------------- | ----------- | -------- | ------------------------------------ |
| 2018年7月6日 - 9月21日  | 金曜 20:30 - 21:00           | AT-X        | 日本全域 | 製作参加 / CS放送 / リピート放送あり |
|                         | 金曜 22:30 - 23:00           | TOKYO MX    | 東京都   |                                      |
|                         | 金曜 23:30 - 土曜 0:00       | サンテレビ  | 兵庫県   |                                      |
| 2018年7月7日 - 9月22日  | 土曜 3:00 - 3:30（金曜深夜） | BS11        | 日本全域 | BS放送 / 『ANIME+』枠                |
|                         | 土曜 3:05 - 3:35（金曜深夜） | テレビ愛知  | 愛知県   |                                      |
| 2018年7月8日 - 9月23日  | 日曜 2:25 - 2:55（土曜深夜） | TVQ九州放送 | 福岡県   |                                      |
| 2018年7月11日 - 9月26日 | 土曜 0:30 - 1:00（金曜深夜） | KBS京都     | 京都府   | 製作参加 /                           |

| 放送期間                  | 放送時間                            | 放送局 | 対象地域 | 備考                            |
| ------------------------- | ----------------------------------- | ------ | -------- | ------------------------------- |
| 2018年12月30日 - 12月31日 | 金曜 22:30 - 土曜 00:30（金曜深夜） | AT-X   | 日本全域 | 製作参加 / CS放送 / 4話連続放送 |

インターネットではAmazonプライム・ビデオほかにて配信中。

### BD / DVD
| 巻 | 発売日         | 収録話          | 規格品番  | 規格品番   |
| 巻 | 発売日         | 収録話          | BD        | DVD        |
| -- | -------------- | --------------- | --------- | ---------- |
| 1  | 2018年10月24日 | 第1話 - 第4話   | KAXA-7645 | KABA-10631 |
| 2  | 2018年11月28日 | 第5話 - 第8話   | KAXA-7646 | KABA-10632 |
| 3  | 2018年12月21日 | 第9話 - 第12話  | KAXA-7647 | KABA-10633 |
| 4  | 2019年1月30日  | 第13話 - 第16話 | KAXA-7648 | KABA-10634 |

### Web番組
レイチェル役の千菅春香とザック役の岡本信彦によるWebラジオ『TVアニメ「殺戮の天使」さつてんラジオ』が2018年6月30日から11月17日まで音泉にて隔週土曜に配信された。
2018年7月14日に『インターネットラジオステーション＜音泉＞27時間ニコ生放送』内にて『TVアニメ「殺戮の天使」春香と夏海のゲーム実況!』が動画配信された。出演者は千菅春香とエディ役の藤原夏海。

## アプリ
さつてんレストラン
株式会社ビジュアライズよりApp Store、Google Playで配信。2019年8月20日にサービス開始。2020年4月28日をもってサービス終了。

## バーチャルYouTuber
2018年8月2日にキャシーが宣伝隊長としてバーチャルYouTuber活動を開始した。声優はテレビアニメ版同様に伊瀬茉莉也が担当する。